# Eggnog

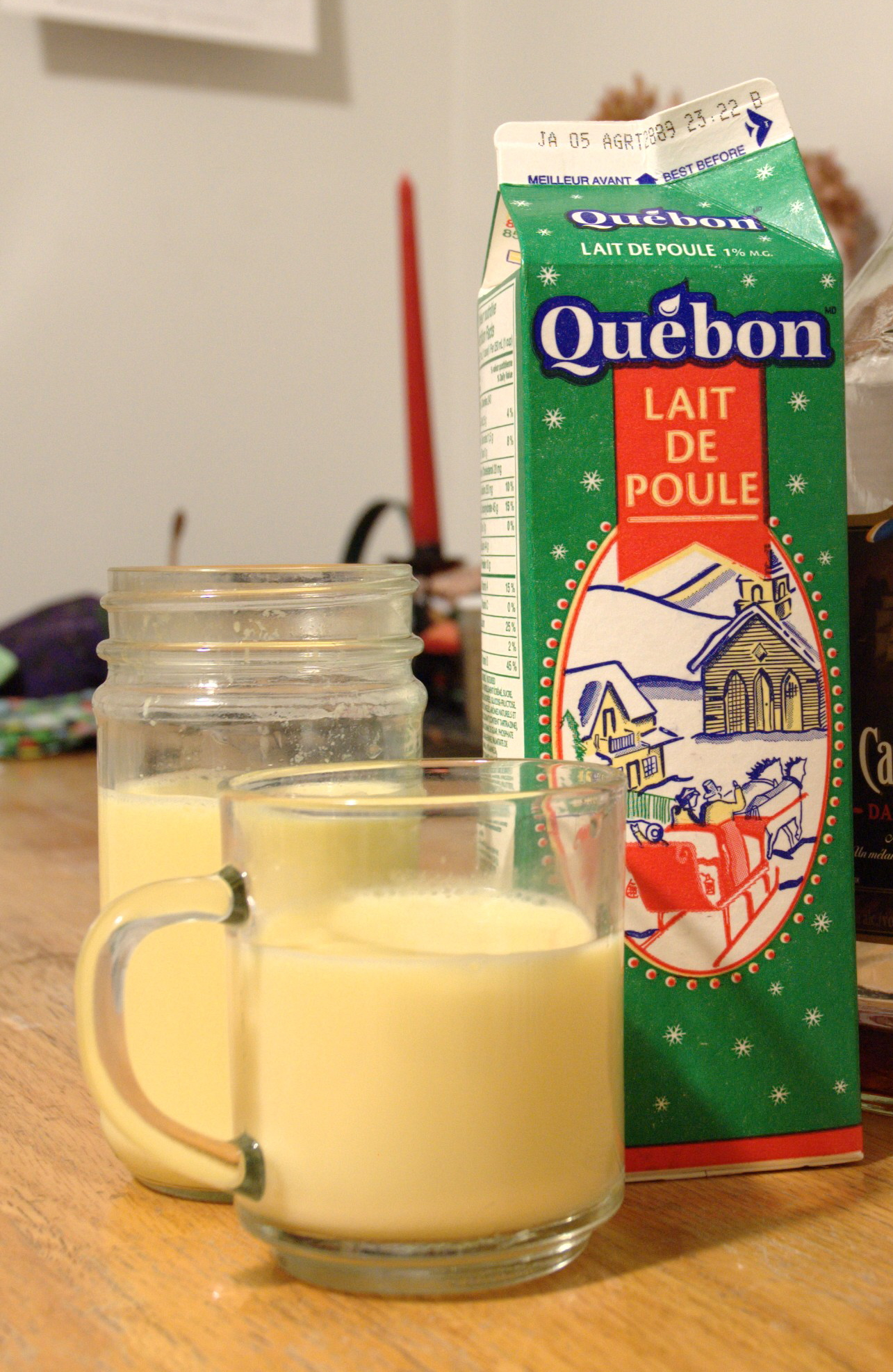
Vários recipientes contendo Eggnog.

Eggnog ou gemada alcoólica é uma bebida alcoólica, ou um coquetel de origem estadunidense servida na ceia de natal, muito semelhante à gemada, mas pode conter álcool. Tradicionalmente, o eggnog é uma combinação de leite, ovo e açúcar, servida com uma pitada de noz moscada e, com possibilidade de adição de bebidas alcoólicas como o conhaque ou rum.

## Ingredientes
- 55 mL de conhaque
- 75 mL de leite
- 1 colher de sopa de calda de caramelo
- 4 ovos
- 2 cubos de gelo
- Noz moscada ralada para decorar

## Modo de preparo
Servir em: taça grande para conhaque.
Tipo: coquetel alcoólico
Porções: 1
1. Coloque o gelo em uma coqueteleira. Adicione o conhaque, o leite, a calda de caramelo e o ovo. Agite bem.
2. Coe a bebida no copo.
3. Adicione uma pitada de noz moscada e sirva.

## Dicas
- É preferível que se utilize leite integral.
- Para uma variação, substitua o conhaque por rum.
- Para a calda de caramelo: misture 3 colheres de sopa de água e 3 colheres de sopa de açúcar e leve ao fogo baixo, mexendo bem para dissolver, até levantar fervura. Cozinhe por 1 ou 2 minutos sem mexer.
- Existe uma variação que utiliza vinho do porto.